# Ladies versus Butlers!
Ladies versus Butlers! (れでぃ×ばと! Redi×Bato!?) es una serie de novelas ligeras japonesas escritas por Tsukasa Kōzuki con ilustraciones de Munyū. La serie incluye 13 novelas lanzadas entre septiembre de 2006 y marzo de 2012, distribuidas por ASCII Media Works bajo la marca Dengeki Bunko. Una adaptación a manga hecha por el grupo ilustrador Nekoyashiki-Nekomaru fue serializada en Dengeki Moeoh (una revista de ASCII Media Works) entre junio de 2008 y diciembre de 2008. Un CD drama basado en las novelas fue lanzado en septiembre de 2009 y un anime de 12 episodios fue producido por XEBEC y dirigido por Atsushi Ōtsuki, el cual fue emitido en Japón entre enero y marzo de 2010. El anime ha sido licenciado por Media Blasters para su lanzamiento en Estados Unidos y fue estrenado en el canal estadounidense Toku en enero del 2016.

## Argumento
Akiharu Hino perdió a sus padres cuando era joven y fue adoptado por la familia de su tío. Luego decidió entrar a un internado, la Academia Hakureiryō, porque no quería seguir siendo una carga para sus parientes. Tomó el examen de entrada y aprobó, logrando entrar al Departamento de Administración Hogareña, donde la escuela entrena sirvientes para la clase alta. Akiharu desea convertirse en mayordomo, pero su apariencia de niño delincuente asusta a las chicas, que son la mayoría de los estudiantes. Además de ser incapaz de llevarse bien con sus compañeros de clase, Akiharu se encuentra con su amiga de la infancia, Tomomi Saikyō, una chica con doble personalidad que lo traumatizó muchas veces cuando era niño. Otra chica llamada Selnia Iori Flameheart lo persigue y dice que es un tipo sospechoso. Aun así, Akiharu empieza a adaptarse a la escuela y su relación con las chicas mejora.

## Personajes

### Clase sirviente
Akiharu Hino (日野 秋晴 Hino Akiharu?)
 Seiyū: Kazuyuki Okitsu
El protagonista de la historia, frecuentemente es visto como un delincuente debido a sus ojos rojos y su áspero exterior (acentuado por una cicatriz sobre su ceja izquierda). A pesar de tener una personalidad compasiva, es muy tosco a la hora de saludar a las chicas y en temas amorosos (a menudo debido a la impresión que causa), generando conflictos con las chicas, que interpretan sus actos amistosos como actos pervertidos. Su amiga de la infancia Tomomi está a menudo detrás de estos malentendidos, ya sea porque ella inconscientemente cuida de él o simplemente disfruta el hecho de que la escuela sea más divertida con él, dice que lo ayudará hasta su graduación.
Él es consciente de los planes de manipulación y de la maligna personalidad de Tomomi. Pero soporta sus bromas, a pesar de conocer su personalidad.
Kaoru Daichi (大地 薫 Daichi Kaoru?)
 Seiyū: Rie Kugimiya
Compañero de habitación de Akiharu y también un estudiante de mayordomo. Tiene muchos admiradores en la sección de la clase alta, pero en realidad no es un muchacho sino una muchacha disfrazada (debido a un padre severo, que le dijo que se graduara como hombre de Hakureiryō). Es algo fría con Akiharu al principio, pero poco a poco se empieza a abrir. Siempre está preocupada por que su secreto sea expuesto, especialmente con la presencia de Akiharu en la habitación. Sin embargo, cuando Akiharu la ve desnuda por casualidad de la cintura para arriba (con una toalla sujetada en frente de su región inferior) este no mostró ninguna reacción de asombro, no notando la diferencia de sexo, lo que le causó gran disgusto y vergüenza. También se revela que tiene sentimientos por Hino, hecho que nota cuando estaba respondiendo una carta de amor. Se supone que es la hija del dueño de un dojo y que tiene una cinta negra.
Sanae Shikikagami (四季鏡 早苗 Shikikagami Sanae?)
 Seiyū: Ami Koshimizu
Una muchacha torpe de la academia que siempre le causa problemas a Akiharu. Tiene una hermana mayor, Saori. Solía estar en la sección de la clase alta, pero cuando su familia sufrió tiempos difíciles, fue transferida a la sección de criados. Demuestra mucha ineptitud para hacer tareas de criada y usualmente termina causando problemas.
Shingo Todoroki (轟 慎吾 Todoroki Shingo?)
 Seiyū: Takafumi Kawakami
Miembro de la clase sirviente de la academia y uno de los pocos chicos en toda la escuela. Es abiertamente un pervertido que admite que vino a Hakureiryō solo por las hermosas chicas, ya sean de la clase alta o baja. Su carácter pervertido casi siempre causa que acose sexualmente a las mujeres y por consiguiente provoca la furia de Mikan, la instructora en jefe de la academia.
Mitsuru Sanke (三家 満 Sanke Mitsuru?)
 Seiyū: Ayumi Fujimura
Miembro de la clase sirviente en la academia y uno de los pocos chicos de la escuela. Es popular entre las chicas de la clase sirviente.

### Clase alta
Tomomi Saikyō (彩京 朋美 Saikyō Tomomi?)
 Seiyū: Ayako Kawasumi
Tomomi es un estudiante de la clase alta en la academia y también es la amiga de la infancia de Hino. Su actitud educada y refinada oculta su verdadera personalidad: una bromista manipuladora. Hace bromas a otros (usualmente a Hino, Selnia o ambos) para no aburrirse (aunque finalmente esa actitud se convierte en celos después de ver besándose a Hino y Selnia). Puede haber algunos casos en donde ella manipula a otros para lograr ciertos fines (como cuando asignó a Hino quedarse con Mimina para que la inspirara a dibujar). Según Hino, es una persona muy inteligente a la que no le gusta perder frente a otras personas. En el anime una sonrisa aguda acompañada por una sombra y una expresión maligna significa que está teniendo malos pensamientos. Hino revela durante una cita con ella, que a pesar de sus constantes bromas, él en realidad estaba enamorado de ella y su sueño era casarse con ella cuando sean mayores; esto sorprendió y avergonzó a Tomomi, mostrando que ella también sentía lo mismo por él pero nunca se había dado cuenta hasta ese momento.
Selnia Iori Flameheart (セルニア＝伊織＝フレイムハート Serunia Iori Fureimuhāto?)
 Seiyū: Mai Nakahara
Como un estudiante de la clase alta en la academia, Selnia se enorgullece sumamente de su estatus como una parte de la familia Flameheart. A menudo es el blanco desafortunado en los diversos malentendidos causados a propósito por Tomomi Saikyo, lo cuales también involucran a Hino Akiharu. Mientras que su exterior es rudo y condescendiente hacia Hino, ella continuamente parece expresar preocupación por él, sobre todo en situaciones que lo ameritan, sin embargo esta es usualmente seguida por una respuesta agresiva y ruda o una pequeña paliza. Su peinado es la razón de que Hino la llame "taladro". En el anime su pelo gira y hace un ruido similar a un taladro cuando se disgusta. Tiene sentimientos hacia Hino, lo que se muestra cuando lo besa y cuando rivaliza con Tomomi por su afecto. A pesar de que ella niega tajantemente sus sentimientos por Hino, en realidad se da cuenta y acepta sus sentimientos.
Pina Sformklan Estoh (ピナ＝スフォルムクラン＝エストー Pina Suforumukuran Esutō?)
 Seiyū: Mai Gotō
Es la princesa de un pequeño país que fue transferida a Japón debido a su amor por el anime. Afirma abiertamente ser un otaku y siente desprecio por los jóvenes japoneses que pueden nombrar alguna ópera o compositor extranjero pero no pueden nombrar a los animes actuales de su propio país. Está bastante sola porque no tiene con quien hablar de anime, cosplay u otros hobbies otaku (aparte de la directora). Habla en un "dialecto arcaico", usando palabras como "onushi" (お主?  equivalente a "tú") y agregando "ja" (じゃ?) al final de las oraciones.
Mimina Ōsawa (桜沢 みみな Ōsawa Mimina?)
 Seiyū: Rina Hidaka
Ella tiene 19 años a pesar de parecer de 10 debido a una enfermedad que la tuvo en el hospital la mayor parte de su vida. Es una artista talentosa y odia tener que dibujar para los demás, ya que desea dibujar solo lo que a ella le gusta. A pesar de que odiaba a Hino al principio, empieza a desarrollar sentimientos hacia él luego de que la defiende, diciéndole a los otros estudiantes que ella solo deseaba dibujar para ella misma y no para los demás.
Suiran Fō (鳳 水蘭 Fō Suiran?)
 Seiyū: Saori Hayami
Suiran es una de las amigas más cercanas de Selnia. A veces pronuncia palabras en chino y viste qipao en algunas ocasiones.
Saori Shikikagami (四季鏡 沙織 Shikikagami Saori?)
 Seiyū: Yūko Gotō
Es la hermana mayor de las hermanas Shikikagami, pero a diferencia de su hermana menor, ella es una estudiante de la clase alta en la academia, debido a que su familia ya había pagado la cuota entera de la academia antes de sufrir tiempos difíciles. Tiene el hábito de quitarse la ropa sin prestar atención a donde está, delante de quien está o si es apropiado o no. También parece ser tan torpe como su hermana menor aunque a diferencia de ella, tiende solo a quitarse la ropa.
Ayse Khadim (アイシェ＝ハディム Aishe Hadimu?)
 Seiyū: Kana Hanazawa
Es muy tímida y no suele hablar con otras alumnas aparte de su guardaespaldas. Cuando Akiharu la encuentra cambiándose en un aula quedó instantáneamente comprometido con ella debido a sus costumbres familiares, que dicen que un hombre solo puede ver su piel si es su marido. Sin embargo los demás quieren impedirlo. Ayse está enamorada de Akiharu y desea casarse con él, y se lo confiesa. Ella decide esperar por su amor y que él la escoja.
Hedyeh (ヘディエ Hedie?)
 Seiyū: Haruka Tomatsu
Es la leal guardaespaldas de Hedyeh Ayse, protege a su señora con su letal cimitarra. Cuando Hino accidentalmente vio a Ayse desnuda, Hedyeh lo acosó hasta hacerle la vida un infierno y Ayse perdió las esperanzas con él. Hedieth tiende a ser muy violenta y a actuar sin pensar; mientras que normalmente habla en un tono ronco y bajo, su voz rápidamente se vuelve aguda cuando está suficientemente agitada o piensa en violencia. Está siempre junto a Ayse.
Tōichirō Kazamatsuri (風祭 灯一郎 Kazamatsuri Tōichirō?)
 Seiyū: Shinji Kawada
El único miembro masculino de la clase alta de la academia. Se considera a sí mismo la criatura más hermosa que existe y dice que debería ser admirado por todos. Irónicamente, los estudiantes suelen evitarlo debido a su gran narcisismo y a su androginismo.

### Otros
Kaede Tenjōji (天壌慈 楓 Tenjōji Kaede?)
 Seiyū: Mariya Ise
Es la directora de la Academia Hakureiryō. Tiene como pasatiempo jugar a videojuegos eroge (incluso en el trabajo). Sus tendencias Otakus suelen interrumpir su trabajo, y la hacen reaccionar emocionalmente a situaciones parecidas a las que ve en los videojuegos, usualmente conduciendo a más malentendidos. Para mantenerla enfocada en asuntos más serios, Mikan, a quien teme, la reprende a menudo. Kaede es patrocinadora del anime "Mágica Diva" y como tal tiene una gran colección de artículos relacionados con dicho anime incluyendo los manuscritos originales. Desearía poder hablar más con Pina acerca de anime, pero es incapaz de hacerlo debido a Mikan, que la vigila constantemente.
Mikan (深閑?)
 Seiyū: Kumi Sakuma
Instructora principal de la academia que supervisa casi todas las cosas que guardan relación con la escuela. Es conocida por su dominio de casi todo lo relacionado con convertirse en una mucama o un mayordomo y por su estricto y frío comportamiento hacia todos los que bajan el rendimiento en sus deberes o hacia cualquier cosa no relacionada con el estudio, por eso los estudiantes e incluso la directora evitan provocarla. Usa plumas estilográficas de la misma forma que un ninja lanzaría un cuchillo, y con una mortífera exactitud.
Natsume Hino (日野 棗 Hino Natsume?)
Mikako Saikyō (彩京 美佳子 Saikyō Mikako?)

## Contenido de la obra

### Novelas ligeras
Ladies versus Butlers! empezó como una serie de novelas ligeras escritas por Tsukasa Kōzuki, con ilustraciones de Munyū. ASCII Media Works publicó 13 novelas ligeras bajo su marca Dengeki Bunko entre el 10 de septiembre de 2006 y el 10 de marzo de 2012.

### Manga
Una adaptación al manga del grupo ilustrador Nekoyashiki-Nekomaru fue serializada en la revista Dengeki Moeoh de ASCII Media Works entre junio de 2008 y diciembre de 2008. Un único volumen Tankoubon fue lanzado el 18 de diciembre de 2009 bajo la marca Dengeki Comics de ASCII Media Works.

### CD drama
Un CD drama de una hora de duración basado en las novelas fue lanzado por ASCII Media Works el 8 de septiembre de 2009. El CD drama fue envuelto con un folleto con material escrito por Tsukasa Kōzuki e ilustrado por Munyū, un folleto con las descripciones de los personajes, una pequeña colección de esbozos y un set de tarjetas postales. El CD ofrece tres episodios, de los cuales el segundo es una historia original para el CD drama. El reparto de voces del CD drama es el mismo que el de la adaptación al anime.

### Show de radio por internet
Un show de radio por internet fue hecho para promocionar la serie de anime y otros medios de Ladies versus Butlers!. Esta adaptación fue llamada Mai's and Mariya's Radio versus Butlers! (麻衣と茉莉也のらじ×ばと! Mai to Mariya no Raji×Bato!?) y fue transmitida entre el 28 de septiembre de 2009 y el 31 de mayo de 2010 patrocinada por el sitio web oficial del anime. El show fue transmitido online cada lunes y fue patrocinado por Mai Goto y Mariya Ise que eran seiyus del anime y representaban a Pina Sufolmuclan Estoh y Kaede Tenjōji, respectivamente. El tema musical del anime era "Arashi o Yobu Party Nau" (嵐を呼ぶパーティなう?) cantado por Goto e Ise.

### Anime
Un anime de 12 episodios fue producido por XEBEC y dirigido por Atsushi Ōtsuki. Fue televisado en Japón entre el 5 de enero y el 23 de marzo de 2010 en AT-X. El primer episodio tuvo una emisión especial por la mañana el 29 de diciembre de 2009 en AT-X. Seis cortos especiales fueron incluidos como extras en los Blue Ray. El anime fue licenciado a Media Blasters para su lanzamiento en Estados Unidos en enero de 2014.

#### Lista de episodios
Episodio 01 - Chica Vs Chico ("Boy Versus Lady")
Episodio 02 - Lady Vs Lady ("Lady Versus Lady!")
Episodio 03 - Guardia Vs Señorita ("Guardian Versus Lady?")
Episodio 04 - Señorita Vs Virgen ("Lady Versus Virgin?")
Episodio 05 - Señorita Vs Señorita ("Lady Versus Lady!!")
Episodio 06 - Secreto Vs Chico ("Secret Versus Boy?")
Episodio 07 - Señorita Vs Mágica ("Lady Versus Magical")
Episodio 08 - Verano Vs Escándalo ("Summer Versus Scandal")
Episodio 09 - Cita Vs Persecución ("Date? Versus Chaste!")
Episodio 10 - Carta de Amor Vs Rapsodia ("Love Letter Versus Rhapsody")
Episodio 11 - Dama Vs Dama ("Lady Versus Lady!!!")
Episodio 12 - Dama Vs Batalla ("Lady Versus Battle!")